# Михама (Вакаяма)
Михама (яп. 美浜町 Михама-тё:) — посёлок в Японии, находящийся в уезде Хидака префектуры Вакаяма. Площадь посёлка составляет 12,79 км², население — 7624 человека (1 августа 2014), плотность населения — 596,09 чел./км².

## Географическое положение
Посёлок расположен на острове Хонсю в префектуре Вакаяма региона Кинки. С ним граничат город Гобо и посёлок Хидака.

## Население
Население посёлка составляет 7624 человека (1 августа 2014), а плотность — 596,09 чел./км². Изменение численности населения с 1980 по 2005 годы:
| 1980 | 8832 чел. |  |
| 1985 | 9042 чел. |  |
| 1990 | 8920 чел. |  |
| 1995 | 8919 чел. |  |
| 2000 | 8802 чел. |  |
| 2005 | 8462 чел. |  |

## Символика
Деревом посёлка считается сосна, цветком — подсолнечник однолетний.